# Françoise d'Orléans (1844-1925)
Pour les articles homonymes, voir Françoise, princesse d’Orléans.
 (mai 2019).
Si vous disposez d'ouvrages ou d'articles de référence ou si vous connaissez des sites web de qualité traitant du thème abordé ici, merci de compléter l'article en donnant les références utiles à sa vérifiabilité et en les liant à la section « Notes et références ».
Françoise Marie Amélie d’Orléans, duchesse de Chartres par son mariage avec Robert d’Orléans, est née le 14 août 1844 à Neuilly-sur-Seine et est morte au château de Saint-Firmin, à Vineuil-Saint-Firmin le 28 octobre 1925.

## Famille
Françoise d’Orléans est une des petites-filles du roi des Français Louis-Philippe Ier et de Marie-Amélie de Bourbon-Siciles. Elle est la fille de François d’Orléans, prince de Joinville, troisième fils du couple royal et de son épouse la princesse Françoise du Brésil (1824-1898), fille de l'empereur Pierre Ier du Brésil et de Marie-Léopoldine d'Autriche. Si ses deux grands-parents maternels sont morts avant sa naissance, la petite princesse a bien connu ses grands-parents paternels notamment sa grand-mère qui avait une grande influence sur sa famille.
Le 11 juin 1863, la princesse épouse, à Kingston upon Thames, au Royaume-Uni, son cousin germain le prince Robert d'Orléans (1840-1910), duc de Chartres. Ce dernier est le second fils de Ferdinand d’Orléans (1810-1842), duc d’Orléans et prince royal, et de son épouse la princesse Hélène de Mecklembourg-Schwerin (1814-1858). Le jeune prince, au service du royaume de Sardaigne puis des États-Unis s'est distingué sur les champs de bataille des guerres d'unification de l'Italie et lors de la guerre de Sécession.
De cette union naissent six enfants,, :
- Marie d’Orléans (1865-1909), qui épouse, en 1885, le prince Valdemar de Danemark (1858-1939), fils du roi Christian IX de Danemark (1818-1906) ;
- Robert d’Orléans (1866-1885), handicapé ;
- Henri d’Orléans (1867-1901), sans alliance ;
- Marguerite d’Orléans (1869-1940), qui épouse, en 1896, Marie-Armand-Patrice de Mac-Mahon (1855-1927), duc de Magenta et fils du président de la République Patrice de Mac Mahon (1808-1893) ;
- Un fils mort-né en octobre 1870[3]  ;
- Jean d’Orléans (1874-1940), duc de Guise, et prétendant orléaniste au trône de France comme « Jean III », qui épouse, en 1899, sa cousine germaine Isabelle d’Orléans, fille du comte de Paris.

Son gisant couronné de Paul Gasq est visible, au côté de son époux, dans la chapelle royale de Dreux.

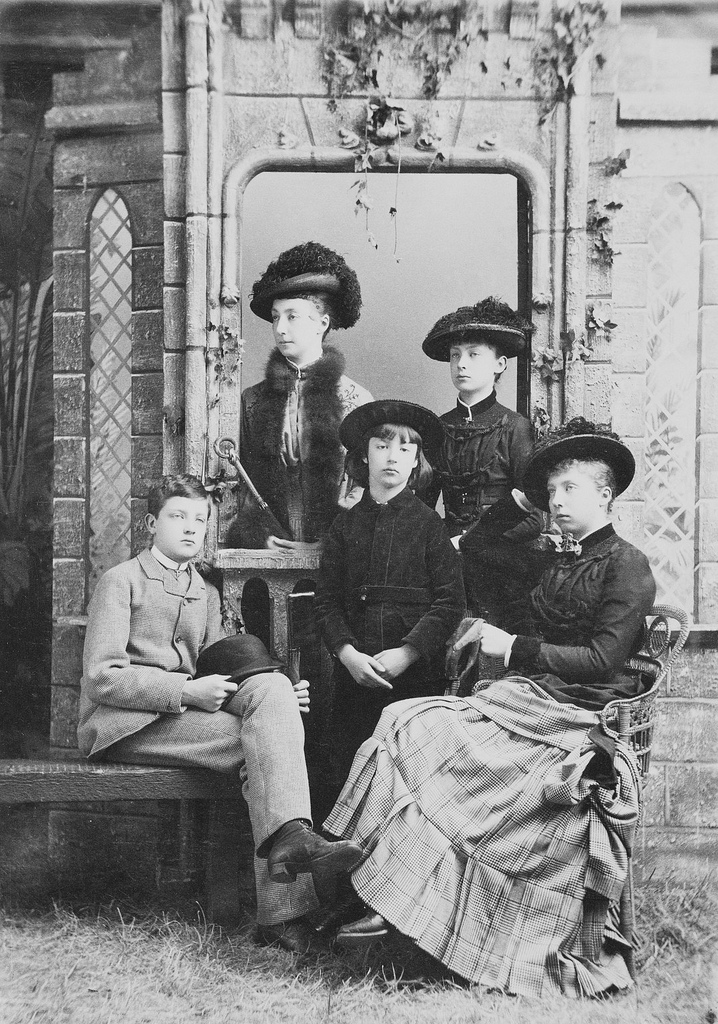
Françoise d'Orléans et ses enfants.
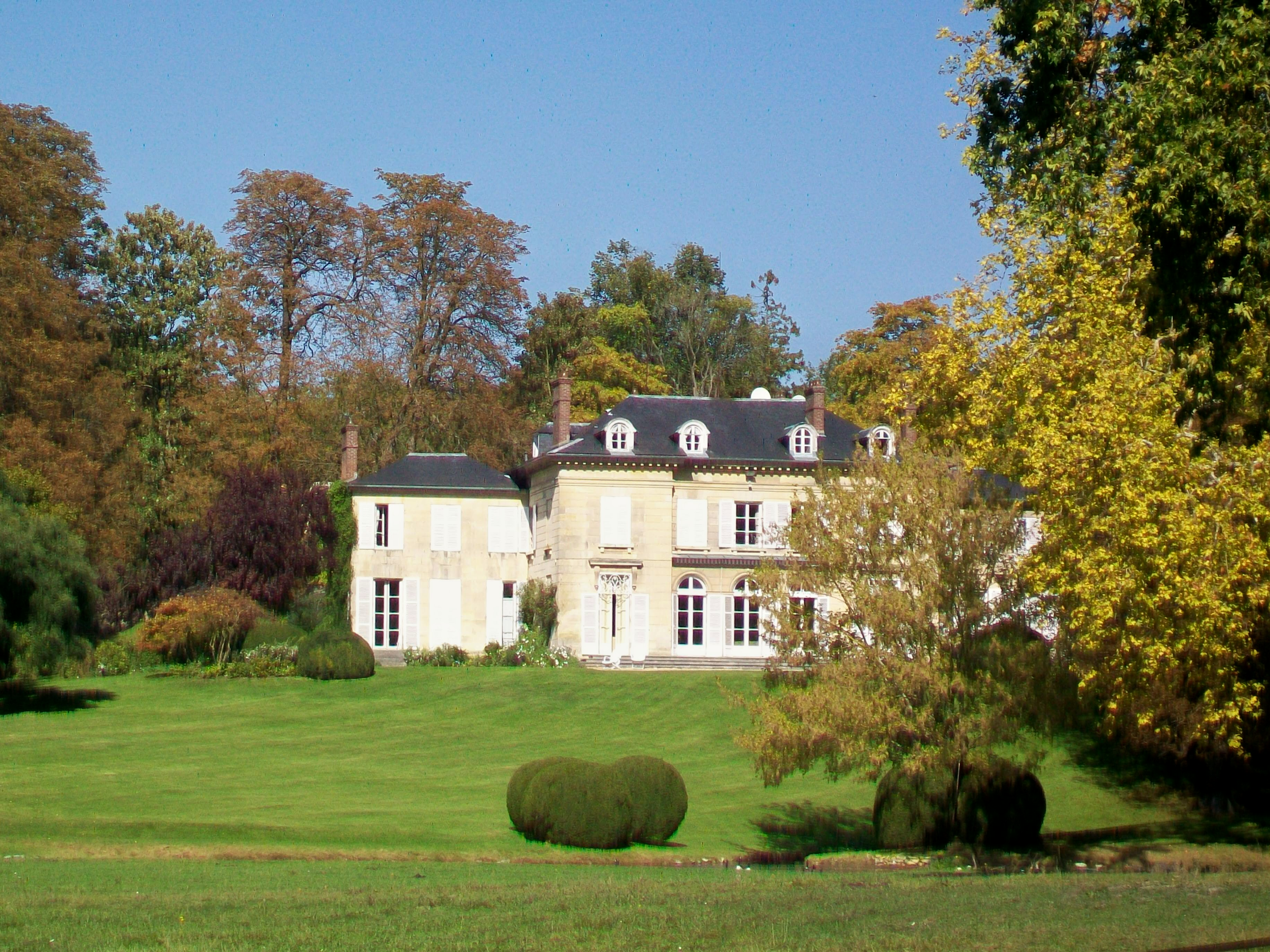
Le château de Saint-Firmin.
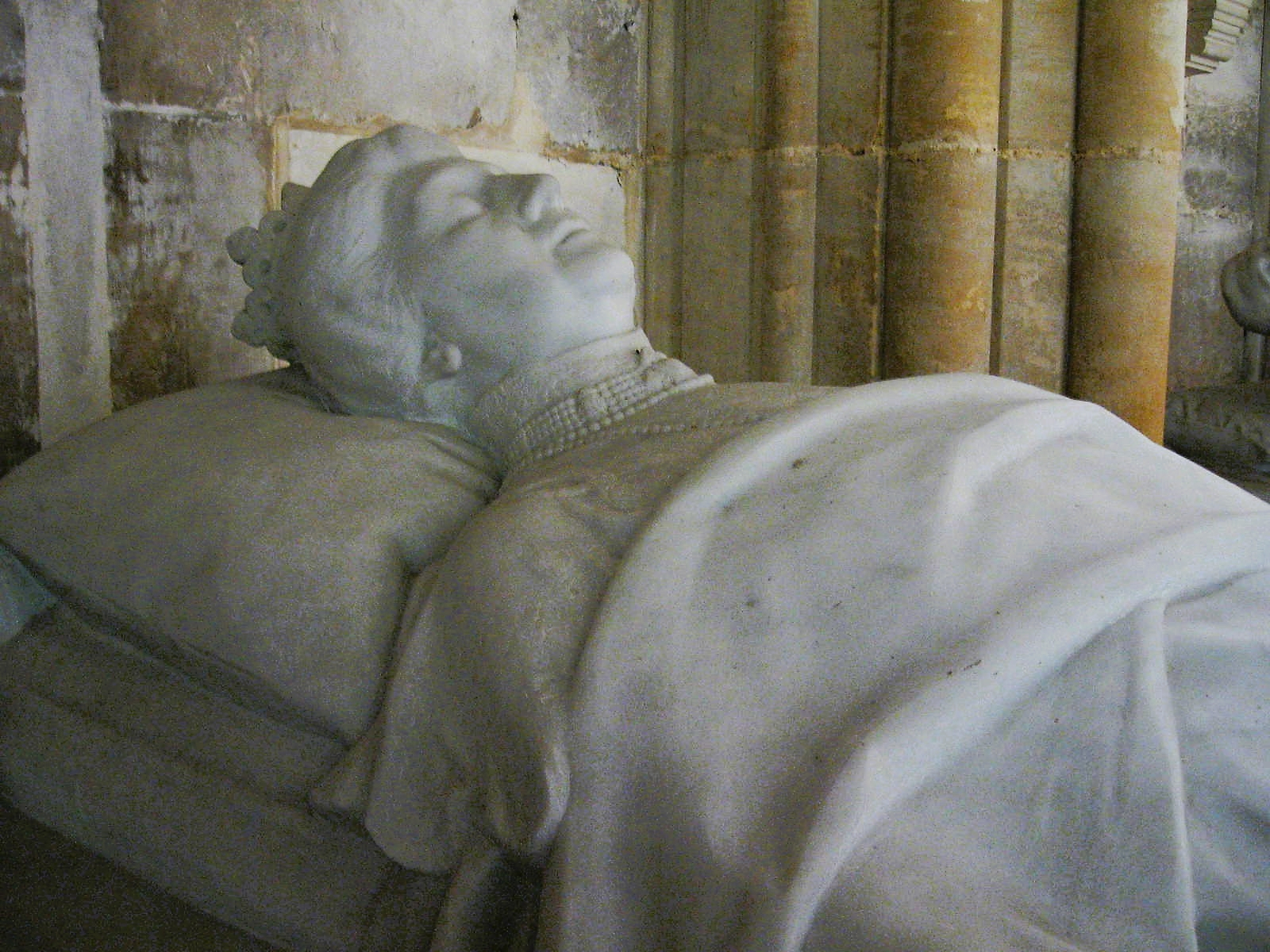
Gisant de chapelle royale de Dreux.

## Titulature et décorations

### Titulature
- 14 août 1844 — 11 juin 1863 : Son Altesse Royale la princesse Françoise d'Orléans
- 11 juin 1863 — 28 octobre 1925 : Son Altesse Royale la duchesse de Chartres

### Décorations dynastiques
- Dame de l’ordre de la Croix étoilée (maison de Habsbourg)[4]